# 櫛田宮
櫛田宮（くしだぐう）は、佐賀県神埼市に所在する神社。旧社格は県社。博多の櫛田神社はこの分社。

## 歴史
社伝によれば、景行天皇（在位は4世紀前半と推定される）が当地に巡幸した折に不幸が続き住人が苦しんでいると聞き、当社を建て神を祀り鎮めたのが発祥という。
その後は災厄もなくなったことからこの地を「神幸（かむさき）」と称し現在の神埼（かんざき）の地名の起こりとなったと伝えられている。
元寇の際には、櫛田宮の霊剣を福岡の櫛田神社に移して祈祷をし、その霊験で元軍は撤退したという話が伝わる。なお、櫛田神社は櫛田宮からの分祀により創建されたものである。
神埼荘の鎮守として高志神社および白角折神社とともに三所大明神、三社宮と称された。現代の「みゆき大祭」でもこの3社と櫛森・櫛丸の櫛田宮境内2社の神輿が奉納される。
永久3年（1115年）に鳥羽天皇の勅で社殿を造営したとき勅使として下向した本告道景と伴兼直は当地に移り住み、それぞれ後に武士化した本告氏および執行氏の祖となって、両家は櫛田宮を含む三所大明神の宮司を務めたという。
長く神埼一帯の総鎮守として崇敬されており、当社で保管されてきた古文書には平安時代後期の12世紀以降、度々朝廷や幕府、地元領主による造修が行われたことが記されている。江戸時代には長崎街道が整備され、神埼宿が当社周辺に設けられた。
明治4年（1871年）に郷社、1880年（明治13年）に県社に列されている。

## 祭神
「櫛田三神」と称される。
- 須佐之男命
- 櫛稲田姫命
- 日本武命

### 境内社
- 櫛森稲荷神社
- 櫛丸稲荷神社
- 祇園社
- 弁財天社
- 天満宮

## 主な祭事
- 春祭 - 4月7日・8日
  - 隔年で「みゆき大祭」と称し大規模に斎行される（西暦末尾偶数年の4月第一土・日曜日。2010年は4月3日・4日）。御神幸や神楽奉納等が行われる。
- 秋祭 - 10月7日・8日

## 文化財等
佐賀県指定重要文化財（県指定有形文化財）
- 石造肥前鳥居 - 柱と貫が3本継で慶長7年（1602）造立の銘がある初期の肥前鳥居。高さ3.35 m、笠木の長さ4.45 m。鍋島信濃守（鍋島勝茂）の記名がある。1964年5月23日指定[4]。

佐賀県指定重要有形民俗文化財（県指定有形民俗文化財）
- 御神幸祭絵馬（拝殿内） - 獅子舞（太神楽）を先頭に4基の神輿と行列が練り歩く神幸祭の様子を描いたもので、縦159cm・横184cmの大絵馬。「安政五戌午年八月吉祥日」の日付記載がある。1979年3月31日指定[5]。

佐賀県指定重要民俗文化財（県指定民俗文化財）
- 太神楽（だいかぐら） - 神幸祭（みゆき大祭）の「先払い」として行列の先頭で供奉される獅子舞。尾崎地区の住民によって行われ、現在は尾崎西分と尾崎東分で交互に担当している。獅子は緑色で長く30人ほどが入って交代しながら行う。垂れるほど目一杯の切紙で作った頭髪をまとい、道行しながら家々を廻る荒獅子では頭を振って邪気を払う。落ちた頭髪は安産や魔除けのご利益があるとされる。ほかに「もうし」、「ササラ」、太鼓、笛など総勢150名以上が出演する。1966年4月23日指定[6][7]。

神埼市指定重要文化財（市指定有形文化財）
- 櫛田宮文書[8] - [注 2]

神埼市指定重要無形文化財（市指定無形文化財）
- 締元行列[8] - みゆき大祭の御神幸に随従する。

記念物・樹木
- 琴の楠 - 景行天皇が巡行の折に埋めた琴が楠になった伝説のある神木で、7回半周回すると「琴の音色が聞こえる」とされる[9]。推定樹齢1000年。これを含めて境内には「佐賀県名木・古木」に登録されているクスノキが3本、イチョウが1本あり、うちクスノキ1本とイチョウが推定樹齢700年を数える[10]。

## アクセス
- JR長崎本線神埼駅下車、南西方向へ徒歩約10分。